# Тейлор, Карли
Карли Тейлор (англ. Carlee Taylor, род. 15 февраля 1989, Аделаида) — австралийская профессиональная велогонщица, горовосходитель.

## Карьера
Карли Тейлор занялась велоспортом в 2007 году, до этого занималась триатлоном. С тех пор как она занялась велоспортом, среди её достижений — первое место в групповой гонке на чемпионате Австралии по шоссейному велоспорту среди женщин до 23 лет, четвёртое место в индивидуальной гонке на чемпионате Австралии среди женщин до 23 лет, первое место в национальной шоссейной серии до 19 лет и отбор в юниорскую шоссейную команду Австралии.
В марте 2013 года стала пятой на чемпионате Океании в групповой гонке. А в сентябре помогала Тиффани Кромвель в групповой гонке на чемпионате мира.
В 2014 году присоединилась к команде Orica-AIS, но не смогла принять участие в Джиро д’Италия, на которую была нацелена. Поэтому в 2015 году решила вернуться в Lotto.
В 2015 году на втором этапе Джиро д'Италия, первом горном этапе, оторвалась вместе с Флавией Оливейрой. Их преимущество достигало двух минут. Однако австралийка разбилась на спуске второго горного этапа.
На Рут де Франс феминин она следовала за группой из двенадцати лидеров на втором этапе, что вывело её на седьмое место в общем зачёте. На пятом этапе она добралась до вершины Планш-де-Белль-Филль. Карли Тейлор финишировала пятой. В итоговом общем зачёте австралийка стала четвёртой.
В начале 2017 года пережила падение. Впоследствии она так и не смогла вернуть себе уверенность, необходимую для езды в пелотоне. В результате в конце 2017 года она объявила о своем уходе из спорта, однако приняла участие в Тур Даун Андер в январе 2018 года, где заняла 59-е место, и в индивидуальной гонке Чемпионата Австралии (38-е место).
В 2021 и 2022 году вновь принимала участие в чемпионате Океании и чемпионате Австралии.

## Достижения
2008
 Чемпионат Австралии — групповая гонка U23
2010
4-й этап Тура Лимузена
2011
 Чемпионат Австралии — групповая гонка U23
3-я на Чемпионате Австралии — индивидуальная гонка U23
2012
Гран-при Эна
2-я на Чемпионате Австралии — групповая гонка U23
3-я на Рут де Франс феминин
2013
5-я на Чемпионате Океании — групповая гонка
2015
4-я на Рут де Франс феминин

## Статистика выступления наГранд-турах
| Гонка / Год          | 2008 | 2009 | 2010 | 2011 | 2012 | 2013 | 2014 | 2015 | 2016 |
| -------------------- | ---- | ---- | ---- | ---- | ---- | ---- | ---- | ---- | ---- |
| Рут де Франс феминин | —    | —    | —    | —    | 3    | 24   | 44   | 4    | 6    |
| Джиро Роза           | 53   | 37   | 29   | —    | —    | 26   | —    | 40   | 28   |

## Рейтинги
| Год                 | 2008  | 2009  | 2010  | 2011  | 2012 | 2013  | 2014  | 2015 | 2016  | 2017 | 2018 | 2019 | 2020 | 2021 | 2022   |
| ------------------- | ----- | ----- | ----- | ----- | ---- | ----- | ----- | ---- | ----- | ---- | ---- | ---- | ---- | ---- | ------ |
| Мировой рейтинг UCI | 297-й | 225-й | 219-й | 287-й | 83-й | 138-й | 197-й | 98-й | 197-й | -    | -    | -    | -    | -    | 1050-й |
|                     |       |       |       |       |      |       |       |      |       |      |      |      |      |      |        |
| Источник: UCI       |       |       |       |       |      |       |       |      |       |      |      |      |      |      |        |

## Награды
В 2008 году Карли Тейлор была удостоена премии Эми Джиллет.